# Exocentrus parinclusus
Exocentrus parinclusus là một loài bọ cánh cứng trong họ Cerambycidae.